# Dimitri Stapfer
Dimitri Stapfer (* 10. Juni 1988 in Olten) ist ein Schweizer Film- und Theaterschauspieler.

## Leben
Geboren 1988 in Olten, war Dimitri Stapfer bereits mit 13 Jahren für zwei Saisons mit dem Zirkus Chnopf auf Schweizer Tournee. Sein Schauspielstudium an der Zürcher Hochschule der Künste schloss er im Sommer 2014 mit dem Master ab. In der Spielzeit 2013/2014 spielte Stapfer im Ensemble des Schauspielhauses Zürich. Nach dem Studium initiierte er sogleich mit dem Kollektiv Extraleben das Stück A Lovely Piece of Shit, mit dem er durch Deutschland und die Schweiz tourte. In der Spielzeit 2013/2014 spielte Stapfer im Ensemble des Schauspielhaus Zürich und war danach auch mehrmals im  Theater am Neumarkt sowie im Theaters Orchester Biel Solothurn zu Gast. Von 2016 bis 2018 war Stapfer als festes Mitglied im neuen Ensemble des Theaters St. Gallen engagiert.
Neben seiner Arbeit am Theater ist Stapfer in Film- und Fernsehproduktionen zu sehen und arbeitet auch als Sprecher für Hörspiele und Werbespots.
Für seine Darstellung des autistischen Mika erhielt Dimitri Stapfer den Schweizer Filmpreis (2014) „Quartz“ für die beste Nebenrolle in dem Kinofilm Left Foot, right Foot (Regie: Germinal Roaux).

## Theater
- 2005: Lieber 99 falsche Tode als zwei Stunden falsches Leben, von Karin Hiller, Theater am Neumarkt Zürich
- 2010: La Regina da Saba, von Giovanni Netzer, Origen Festival Cultural
- 2011: Vatersprache, Festival der Künste,
- 2011: Ibsen die Sau, Rote Fabrik, Regie: Herbert Fritsch
- 2012: Bluthochzeit, Theater der Künste, Regie: Martina Eitner-Acheampong
- 2013: Barbaren, Theater Orchester Biel Solothurn, Regie: Katharina Rupp
- 2013: Katzelmacher, Theater der Künste, Regie: Sabine Harbeke
- 2013: Alibaba Fuck You 2, von Dimitri Stapfer, Schauspielhaus Zürich
- 2013: Die Odyssee, Schauspielhaus Zürich, Regie: Meret Matter
- 2014: Transit Zürich, Schauspielhaus Zürich, Regie: Bram Jansen
- 2014: Realfake, Schauspielhaus Zürich, Regie: Alexander Giesche
- 2014: Leben Lügen Sterben, Theater am Neumarkt, Regie: Uta Plate
- 2015: ÜBERGWICHTIG unwichtig UNFORM, Schauspielhaus Zürich, Regie: Sophia Bodamer
- 2015: Die Panne, Theater am Neumarkt, Regie: Peter Kastenmüller, Florian Loycke *
- 2015: Der Besuch der alten Dame, Theater Orchester Biel Solothurn, Regie: Katharina Rupp
- 2015/16: Der Menschenfeind, Theater Orchester Biel Solothurn, Regie: Daniel Pfluger
- 2016: Amadeus, Theater Orchester Biel Solothurn, Regie: Katharina Rupp
- 2016: Helvetische Revolution, Murten Production, Regie: Mirco Vogelsang
- 2016: Hamlet, Rolle: Hamlet, Theater St. Gallen, Regie: Eveline Ratering
- 2016: Das Schweigen der Schweiz, Theater St. Gallen, Regie: Sophia Bodamer
- 2017: Räuber Hotzenplotz, Rolle: Kaspar, Theater St.Gallen, Regie: Marcus Coenen
- 2017: Die Räuber, Rolle: Karl Moor, Theater St.Gallen, Regie: Jonas Knecht
- 2018: Räuberhände, Rolle: Janick, Theater St.Gallen, Regie: Stefan Behrendt
- 2018: Adams Äpfel, Rolle: Holger, Theater St.Gallen, Regie: Jenke Nordalm
- 2018: Geschichten aus dem Wienerwald, Rolle: Erich, Regie: Barbara David Brüesch

## Film
- 2006: Sonjas Rückkehr (Spielfilm), Produktion: Schweizer Fernsehen
- 2010: Balz (Kurzfilm), Produktion: Zürcher Hochschule der Künste
- 2011: Once Upon a Time in Bümpliz (Kurzfilm), Rolle: Bandit, Regie: Raphaël Tschudi, Produktion: Tschudi Brothers
- 2011: Nullpunkt (Kurzfilm), Rolle: Mauro, Oliver Schwarz, Produktion: Lomotion AG
- 2013: Tatort: Geburtstagskind (Spielfilm), Regie: Tobias Ineichen, Produktion: C-Film AG
- 2013: Schmuckrebellen (Kurzfilm), Rolle: Klaus, Regie: Felix Hergert, Produktion: Zürcher Hochschule der Künste
- 2013: Cushion (Kurzfilm), Rolle: Sven, Regie: Ninian Green, Produktion: Zürcher Hochschule der Künste
- 2013: Innerorts (Kurzfilm), Rolle: Timo, Regie: Steven Vit, Produktion: HsLu
- 2014: Left Foot Right Foot (Spielfilm, Kino), Rolle: Mika, Regie: Germinal Roaux, Produktion: CAB
- 2015: Gross (Kurzfilm), Produktion: Zürcher Hochschule der Künste
- 2017: Blind & Hässlich (Spielfilm, Kino), Rolle: Björn, Regie: Tom Lass, Produktion: ZDF / SHPN 3 / LASS BROS
- 2017: Lasst die Alten sterben (Spielfilm, Kino), Rolle: Beno, Regie: Juri Steinhart, Produktion: Lomotion AG
- 2018: Sohn meines Vaters (Spielfilm, Kino), Rolle: Simon, Regie: Jeshua Dreyfus, Produktion: TILT Production
- 2020: Frieden (Fernsehserie)
- 2020: Beyto[1]
- 2022: Wilder (Fernsehserie, Staffel 4)
- 2023: WaPo Bodensee (Fernsehserie, Folge Das Versprechen)
- 2023: Der Bestatter – Der Film
- 2023: Early Birds

## Auszeichnungen
- 2011: Förderpreis der Rentsch-Stiftung Olten
- 2011: Studienpreis des Migros-Kulturprozent
- 2011: Förderpreis der Armin Ziegler-Stiftung
- 2013: Ensemblepreis Theatertreffen der deutschsprachigen Schauspielschulen
- 2013: Kantonaler Kulturförderpreis Solothurn
- 2014: Schweizer Filmpreis/Beste Nebenrolle
- 2018: Nomination durch SWISS FILMS für den European Shootingstar 2019
- 2021: Solothurner Filmtage, Prix Swissperform, männliche Hauptrolle in Frieden[2]